# Beata Lewicka
Beata Lewicka-Płaczek (ur. 23 stycznia 1964 w Poznaniu) – polska kajakarka, mistrzyni i reprezentantka Polski, medalistka Letniej Uniwersjady (1987).

## Kariera sportowa
Była zawodniczką Warty Poznań. Jej największymi sukcesami międzynarodowymi był brązowy medal Uniwersjady w 1987 w konkurencji K-4 500 m (partnerkami były Izabela Dylewska, Bogumiła Łącka i Sylwia Stanny) oraz brązowy medal mistrzostw świata w 1988 w maratonie kajakarskim w konkurencji K-1.
Czterokrotnie była mistrzynią Polski: w 1985 w konkurencji K-2 1000 m (z Hanną Filipczak), w 1986 w konkurencji K-2 5000 (z Hanną Filipczak) oraz w 1988 i 1990 w konkurencji K-1 5000 m.
Pracuje jako dyrektor Szkoły Podstawowej nr 20 w Poznaniu.